# 두뇌 유출

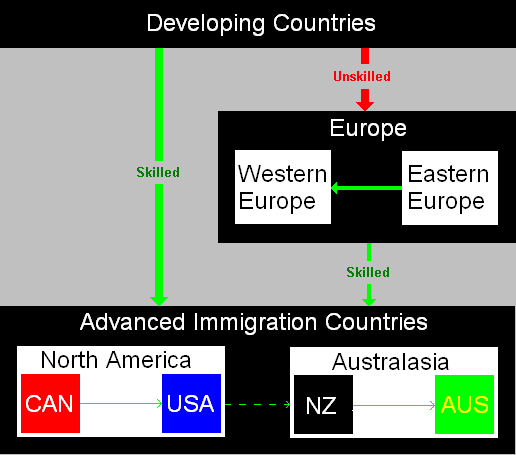

두뇌 유출(頭腦流出, brain drain)은 고도의 교육을 받은 고급인력이 국외로 유출되는 현상이다.
학술적으로 정립된 개념은 아니며 언론에서 주로 사용하는 표현이다. 국가의 유효한 고급 인적 자원을 활용하지 못하는 상태라고도 표현된다. 고급인력 유출, 인재 유출이라고도 한다.

## 역사
현대적 의미의 두뇌유출의 시작은 2차세계대전에서 시작된다. 유럽에서는 나치즘을 피해 보다 안전한 지역인 영국, 미국 등으로, 동양에서는 일본의 강제 점령을 피해 한국에서는 중국으로, 중국에서는 서부지역으로 이주하는 현상이 나타났다..

## 오늘날 두뇌유출
오늘날 말하는 두뇌유출의 근본이유는 전시와는 달리 피난의 개념이 아닌, 개인 혹은 단체의 보다 나은 생활환경을 찾아 떠나는 것을 말한다.
대한민국의 경우, 미국에서 박사학위를 받은 과학기술 인재들이 미국에 계속 남아 활동하는 비율이 많아졌다.

## 두뇌유출에 의한 사회적 문제
우수인력이 성장함에 있어서 국가에서 재정적으로 뒷받침하는 경우가 많다. 대한민국의 경우 KAIST학생 혹은 국비 장학생 등이 대표적이 예이다.
하지만 이들 중 적지 않은 수가 해외에서 학업 후 그 곳에서 정착, 학술적 성과를 올리는 경우가 많으며, 심지어 국적을 바꾸는 수 또한 적지 않다. 이는 국가적으로 금전적 손실과 우수 인력 손실이다.

## 같이 보기
- 디아스포라
- 발로 하는 투표
- 인적 자본
- 인텔리겐치아